# Distrito electoral de Markham (Illinois)
Markham (en inglés: Markham Precinct) es un distrito electoral ubicado en el condado de Morgan en el estado estadounidense de Illinois. En el Censo de 2010 tenía una población de 459 habitantes y una densidad poblacional de 10,5 personas por km².

## Geografía
Según la Oficina del Censo de los Estados Unidos, Markham tiene una superficie total de 43.73 km², de la cual 43.71 km² corresponden a tierra firme y (0.05%) 0.02 km² es agua.

## Demografía
Según el censo de 2010, había 459 personas residiendo en Markham. La densidad de población era de 10,5 hab./km². De los 459 habitantes, Markham estaba compuesto por el 96.51% blancos, el 0% eran afroamericanos, el 0.44% eran amerindios, el 0% eran asiáticos, el 0% eran isleños del Pacífico, el 1.74% eran de otras razas y el 1.31% pertenecían a dos o más razas. Del total de la población el 2.83% eran hispanos o latinos de cualquier raza.